# Wereldkampioenschap curling gemengddubbel
Het wereldkampioenschap curling voor gemengddubbele landenteams is een jaarlijks curlingtoernooi, dat in 2008 voor het eerst werd gehouden. Gemengddubbel wordt gespeeld door één man en één vrouw per team.

## Geschiedenis
De eerste editie van het wereldkampioenschap voor gemengddubbele landenteams werd in 2008 gehouden in het Finse Vierumäki. Zwitserland won deze openingseditie door het gastland met 5-4 te verslaan in de finale. Zweden is de huidige wereldkampioen.
Er zijn opvallend veel landen die beter scoren in de gemengddubbele variant dan bij de mannen of de vrouwen. Zo wisten Australië, Estland, Hongarije, Nieuw-Zeeland, Oostenrijk en Spanje hun eerste WK-medaille te veroveren in deze curlingvariant. World Curling tracht de sport ook meer ingang te vinden in nieuwe landen door deze WK-variant te laten plaatsvinden in jonge curlinglanden, zoals Turkije.
Het wereldkampioenschap curling voor gemengddubbele landenteams mag niet verward worden met het wereldkampioenschap curling gemengd, waar teams uit twee mannen en twee vrouwen bestaan.

## Erelijst
| Jaar | Plaats                       |  | Goud             | Zilver        | Brons            |
| ---- | ---------------------------- |  | ---------------- | ------------- | ---------------- |
| 2008 | Vierumäki, Finland           |  | Zwitserland      | Finland       | Zweden           |
| 2009 | Cortina d'Ampezzo, Italië    |  | Zwitserland      | Hongarije     | Canada           |
| 2010 | Tsjeljabinsk, Rusland        |  | Rusland          | Nieuw-Zeeland | China            |
| 2011 | Saint Paul, Verenigde Staten |  | Zwitserland      | Rusland       | Frankrijk        |
| 2012 | Erzurum, Turkije             |  | Zwitserland      | Zweden        | Oostenrijk       |
| 2013 | Fredericton, Canada          |  | Hongarije        | Zweden        | Tsjechië         |
| 2014 | Dumfries, Schotland          |  | Zwitserland      | Zweden        | Spanje           |
| 2015 | Sotsji, Rusland              |  | Hongarije        | Zweden        | Noorwegen        |
| 2016 | Karlstad, Zweden             |  | Rusland          | China         | Verenigde Staten |
| 2017 | Lethbridge, Canada           |  | Zwitserland      | Canada        | China            |
| 2018 | Östersund, Zweden            |  | Zwitserland      | Rusland       | Canada           |
| 2019 | Stavanger, Noorwegen         |  | Zweden           | Canada        | Verenigde Staten |
| 2021 | Aberdeen, Schotland          |  | Schotland        | Noorwegen     | Zweden           |
| 2022 | Genève, Zwitserland          |  | Schotland        | Zwitserland   | Duitsland        |
| 2023 | Gangneung, Zuid-Korea        |  | Verenigde Staten | Japan         | Noorwegen        |
| 2024 | Östersund, Zweden            |  | Zweden           | Estland       | Noorwegen        |
| 2025 | Fredericton, Canada          |  | Italië           | Schotland     | Australië        |

## Medaillespiegel
| Plaats | Land             | Goud | Zilver | Brons | Totaal |
| 1      | Zwitserland      | 7    | 1      | 0     | 8      |
| 2      | Zweden           | 2    | 4      | 2     | 8      |
| 3      | Rusland          | 2    | 2      | 0     | 4      |
| 4      | Hongarije        | 2    | 1      | 0     | 3      |
| 4      | Schotland        | 2    | 1      | 0     | 3      |
| 6      | Verenigde Staten | 1    | 0      | 2     | 3      |
| 7      | Italië           | 1    | 0      | 0     | 1      |
| 8      | Canada           | 0    | 2      | 2     | 4      |
| 9      | China            | 0    | 1      | 2     | 3      |
| 10     | Noorwegen        | 0    | 1      | 2     | 3      |
| 11     | Estland          | 0    | 1      | 0     | 1      |
| 11     | Finland          | 0    | 1      | 0     | 1      |
| 11     | Japan            | 0    | 1      | 0     | 1      |
| 11     | Nieuw-Zeeland    | 0    | 1      | 0     | 1      |
| 15     | Australië        | 0    | 0      | 1     | 1      |
| 15     | Duitsland        | 0    | 0      | 1     | 1      |
| 15     | Frankrijk        | 0    | 0      | 1     | 1      |
| 15     | Oostenrijk       | 0    | 0      | 1     | 1      |
| 15     | Spanje           | 0    | 0      | 1     | 1      |
| 15     | Tsjechië         | 0    | 0      | 1     | 1      |
| Totaal | Totaal           | 17   | 17     | 17    | 51     |